# Taça de Portugal 2010/11
Die Taça de Portugal 2010/11 war die 71. Austragung des portugiesischen Pokalwettbewerbs. Er wurde vom portugiesischen Fußballverband ausgetragen. Pokalsieger wurde Titelverteidiger FC Porto, der sich im Finale gegen Vitória Guimarães durchsetzte. Porto nahm als Double-Sieger an der UEFA Champions League 2011/12 teil, der unterlegene Finalist war für den UEFA Europa League 2011/12 qualifiziert.
Das Halbfinale wurden in Hin- und Rückspiel ausgetragen. Alle anderen Begegnungen wurden in einem Spiel entschieden. Bei unentschiedenem Ausgang wurde das Spiel um zweimal 15 Minuten verlängert, und wenn nötig im anschließenden Elfmeterschießen entschieden.

## Teilnehmende Teams
| Primeira Liga (16) | Primeira Liga (16) | Liga Orangina (16) | Liga Orangina (16) |
| --- | --- | --- | --- |
| - Académica de Coimbra - SC Beira-Mar - Benfica Lissabon - Sporting Braga - Nacional Funchal - Marítimo Funchal - Naval 1º de Maio - SC Olhanense | - FC Paços de Ferreira - Portimonense SC - FC Porto - Rio Ave FC - Sporting Lissabon - União Leiria - Vitória Guimarães - Vitória Setúbal | - FC Arouca - Belenenses Lissabon - SC Covilhã - Desportivo Aves - GD Estoril Praia - CD Fátima - CD Feirense - SC Freamunde | - Gil Vicente FC - Leixões SC - Moreirense FC - UD Oliveirense - FC Penafiel - CD Santa Clara - CD Trofense - Varzim SC |
| Segunda Divisão (46) | | | |
| - Anadia FC - CF Andorinha - Atlético CP - GD Bragança - AD Camacha * - CF Caniçal - Casa Pia AC - FC Cesarense - AD Carregado - GD Chaves - SC Coimbrões * - Eléctrico Ponte de Sor | - SC Esmoriz - SC Espinho - AD Fafe - SC Farense - Gondomar SC - Juventude Évora - GD Lagoa - Aliados FC Lordelo * - Louletano DC - AD Lousada - CA Macedo de Cavaleiros - FC Madalena | - CD Mafra - Merelinense FC - AD Oliveirense - CD Operário - Clube Oriental de Lisboa - Padroense FC - FC Pampilhosa - CD Pinhalnovense - Sporting Pombal - AD Pontassolense * - SC Praiense * | - Real SC Queluz - Atlético Reguengos - GD Ribeirão - Sertanense FC - FC Tirsense * - CD Tondela * - União Madeira - União Desportiva da Serra - SC União Torreense - GD Tourizense - FC Vizela |
| Terceira Divisão (94) | | | |
| - Académico de Viseu FC - ADRC Aguiar Beira - GD Águias Moradal - SC Alba - GD Alcochetense * - SC Mineiro Aljustrelense - FC Alpendorada - Amarante FC * - FC Amares - SC Angrense - AA Avanca - GD Fabril do Barreiro - GD Baira-Mar - Benfica e Castelo Branco - SCE Bombarralense - FC Bom Sucesso - SC Bustelo - Caldas SC - CD Candal - Capelense SC - CSD Câmara de Lobos - CD Cinfães - Caçadores Taipas - Cruzado Canicense | - FC Crato - SU 1º Dezembro - CF Esperança Lagos - AD Esposende * - Estrela Calheta - FC Famalicão - CF Fão - UD Gândara - SC Ideal - Fiães SC - 1º de Maio Funchal * - Juventude Gaula - GD Joane - Leça FC - AD Limianos * - SC Lusitânia - Lusitânia Lourosa - AD Machico - AC Malveira * - SC Maria da Fonte * - AC Marinhense - SC Melgacense - SC Mirandela - GR Vigor Mocidade | - Mondinense FC * - GDR Monsanto * - Moura AC * - AD Nogueirense - SC Odemirense - Odivelas FC - AD Oeiras - Oliveira do Bairro SC - GD de Oliveira de Frades - CF Oliveira do Douro - USC Paredes * - Vitória do Pico - SC Penalva Castelo * - GD Peniche - GD Pescadores - CD Cova da Piedade - CD Portosantense - Prainha FC - Rebordosa AC - Atlético Riachense - CD Ribeira Brava - SG Sacavenense - UD Sampedrense | - SC Santacruzense - UD Santana - Santiago FC - GD Sesimbra - Boavista São Mateus - SC São João de Ver - Santa Maria FC - GD Serzedelo - GD Sourense - Sport União Sintrense - UD Tocha - Atlético Tojal - União Messinense - União Micaelense - União de Montemor - União Sousense * - SC Valenciano - Estrela Vendas Novas - SC Vianense - Vieira SC - AC Vila Meã - SC Vilanovense - ADRC Os Xavelhas |

## 1. Runde
Teilnehmer waren 46 Vereine aus der drittklassigen Segunda Divisão und 94 Vereine aus der Terceira Divisão. Davon erhielten insgesamt 20 Vereine ein Freilos.
| Datum      |                           | Ergebnis              |                          |
| ---------- | ------------------------- | --------------------- | ------------------------ |
| 04.09.2010 | Vitória do Pico           | 2:3                   | GD Bragança              |
| 04.09.2010 | CD Portosantense          | 2:1                   | Casa Pia AC              |
| 04.09.2010 | AA Avanca                 | 0:5                   | União Messinense         |
| 04.09.2010 | SC Vianense               | 2:0                   | Prainha FC               |
| 04.09.2010 | FC Bom Sucesso            | 1:2                   | SC Santacruzense         |
| 04.09.2010 | SCE Bombarralense         | 2:1                   | SC Ideal                 |
| 05.09.2010 | Estrela Calheta           | 1:2                   | GD Lagoa                 |
| 05.09.2010 | FC Madalena               | 3:0                   | GD Pescadores            |
| 05.09.2010 | Sertanense FC             | 2:0                   | AD Machico               |
| 05.09.2010 | SC Mirandela              | 3:0                   | CF Fão                   |
| 05.09.2010 | GD Joane                  | 1:3 n. V.             | SC Bustelo               |
| 05.09.2010 | AD Lousada                | 1:0                   | GD Peniche               |
| 05.09.2010 | União Desportiva da Serra | 3:0                   | Juventude Gaula          |
| 05.09.2010 | SC Lusitânia              | 1:2 n. V.             | Padroense FC             |
| 05.09.2010 | GD Chaves                 | 2:2 n. V. (3:4 i. E.) | FC Amares                |
| 05.09.2010 | União Madeira             | 6:0                   | AD Nogueirense           |
| 05.09.2010 | GD Serzedelo              | 0:0 n. V. (6:5 i. E.) | FC Famalicão             |
| 05.09.2010 | Atlético Tojal            | 0:8                   | CD Mafra                 |
| 05.09.2010 | FC Cesarense              | 1:0 n. V.             | Atlético Riachense       |
| 05.09.2010 | CD Candal                 | 3:1                   | GD Águias Moradal        |
| 05.09.2010 | GD Baira-Mar              | 1:8                   | AD Fafe                  |
| 05.09.2010 | AC Marinhense             | 0:1                   | CF Esperança Lagos       |
| 05.09.2010 | SU 1º Dezembro            | 1:0                   | GD Fabril do Barreiro    |
| 05.09.2010 | SC Mineiro Aljustrelense  | 1:1 n. V. (2:3 i. E.) | Boavista São Mateus      |
| 05.09.2010 | CD Cova da Piedade        | 3:0 n. V.             | SC Esmoriz               |
| 05.09.2010 | SC Vilanovense            | 0:2                   | CD Cinfães               |
| 05.09.2010 | Capelense SC              | 0:1                   | GD de Oliveira de Frades |
| 05.09.2010 | Cruzado Canicense         | 2:2 n. V. (3:5 i. E.) | Atlético CP              |
| 05.09.2010 | UD Gândara                | 0:3                   | Fiães SC                 |
| 05.09.2010 | Odivelas FC               | 1:0                   | FC Pampilhosa            |
| 05.09.2010 | CF Oliveira do Douro      | 1:2                   | UD Sampedrense           |
| 05.09.2010 | Clube Oriental de Lisboa  | 4:0                   | SC Odemirense            |
| 05.09.2010 | Santiago FC               | 0:2                   | SC São João de Ver       |
| 05.09.2010 | GR Vigor Mocidade         | 0:0 n. V. (3:4 i. E.) | CD Ribeira Brava         |
| 05.09.2010 | SG Sacavenense            | 2:0                   | SC Alba                  |
| 05.09.2010 | Merelinense FC            | 4:2                   | Rebordosa AC             |
| 05.09.2010 | CD Operário               | 3:2                   | Sporting Pombal          |
| 05.09.2010 | FC Crato                  | 0:1                   | Académico de Viseu FC    |
| 05.09.2010 | Atlético Reguengos        | 0:1                   | GD Tourizense            |
| 05.09.2010 | Juventude Évora           | 3:0                   | SC Valenciano            |
| 05.09.2010 | Gondomar SC               | 1:1 n. V. (4:3 i. E.) | CF Caniçal               |
| 05.09.2010 | Caldas SC                 | 2:1                   | Oliveira do Bairro SC    |
| 05.09.2010 | FC Vizela                 | 0:0 n. V. (4:5 i. E.) | GD Ribeirão              |
| 05.09.2010 | ADRC Os Xavelhas          | 0:6                   | Vieira SC                |
| 05.09.2010 | Estrela Vendas Novas      | 4:2                   | SC Angrense              |
| 05.09.2010 | Louletano DC              | 5:0                   | CF Andorinha             |
| 05.09.2010 | AD Carregado              | 3:1                   | Eléctrico Ponte de Sor   |
| 05.09.2010 | Santa Maria FC            | 2:0                   | Caçadores Taipas         |
| 05.09.2010 | ADRC Aguiar Beira         | 0:2                   | SC Melgacense            |
| 05.09.2010 | Anadia FC                 | 2:0                   | AD Oliveirense           |
| 05.09.2010 | União de Montemor         | 2:1                   | Leça FC                  |
| 05.09.2010 | GD Sourense               | 1:0                   | CSD Câmara de Lobos      |
| 05.09.2010 | CD Pinhalnovense          | 5:0                   | União Micaelense         |
| 05.09.2010 | SC Espinho                | 1:0 n. V.             | GD Sesimbra              |
| 05.09.2010 | Lusitânia Lourosa         | 0:2                   | AC Vila Meã              |
| 05.09.2010 | UD Tocha                  | 0:1                   | SC União Torreense       |
| 05.09.2010 | AD Oeiras                 | 1:0 n. V.             | Real SC Queluz           |
| 05.09.2010 | CA Macedo de Cavaleiros   | 3:1                   | Benfica e Castelo Branco |
| 05.09.2010 | SC Farense                | 3:0                   | UD Santana               |
| 05.09.2010 | Sport União Sintrense     | 0:1                   | FC Alpendorada           |

## 2. Runde
Zu den 80 qualifizierten Teams aus der 1. Runde kamen die 16 Vereine aus der zweitklassigen Liga Orangina. Reservemannschaften von Profiklubs waren nicht teilnahmeberechtigt.
| Datum      |                           | Ergebnis              |                          |
| ---------- | ------------------------- | --------------------- | ------------------------ |
| 18.09.2010 | União Messinense          | 1:2                   | FC Cesarense             |
| 18.09.2010 | GD Bragança               | 1:2                   | Estrela Vendas Novas     |
| 18.09.2010 | Gil Vicente FC            | 2:0                   | Caldas SC                |
| 18.09.2010 | SC União Torreense        | 2:0                   | FC Madalena              |
| 18.09.2010 | Leixões SC                | 4:2                   | AC Vila Meã              |
| 19.09.2010 | CD Mafra                  | 2:2 n. V. (8:7 i. E.) | FC Alpendorada           |
| 19.09.2010 | GD Alcochetense           | 1:4 n. V.             | SC Penalva Castelo       |
| 19.09.2010 | SU 1º Dezembro            | 3:1 n. V.             | AD Camacha               |
| 19.09.2010 | SC Mirandela              | 2:1                   | Moura AC                 |
| 19.09.2010 | GD Ribeirão               | 1:0                   | Amarante FC              |
| 19.09.2010 | CD Cova da Piedade        | 1:2                   | Gondomar SC              |
| 19.09.2010 | GD Tourizense             | 1:0                   | SC Freamunde             |
| 19.09.2010 | SC Vianense               | 0:2                   | AD Limianos              |
| 19.09.2010 | Anadia FC                 | 3:2                   | CF Esperança Lagos       |
| 19.09.2010 | GD Estoril Praia          | 2:0                   | SC Covilhã               |
| 19.09.2010 | CD Pinhalnovense          | 2:0                   | SC Maria da Fonte        |
| 19.09.2010 | Aliados FC Lordelo        | 1:0                   | AD Oeiras                |
| 19.09.2010 | Juventude Évora           | 1:0                   | Académico de Viseu FC    |
| 19.09.2010 | Moreirense FC             | 3:0                   | USC Paredes              |
| 19.09.2010 | Fiães SC                  | 0:2                   | Varzim SC                |
| 19.09.2010 | Desportivo Aves           | 1:2                   | Louletano DC             |
| 19.09.2010 | Boavista São Mateus       | 0:0 n. V. (1:3 i. E.) | AD Pontassolense         |
| 19.09.2010 | Sertanense FC             | 2:2 n. V. (4:2 i. E.) | GD Serzedelo             |
| 19.09.2010 | Mondinense FC             | 2:0                   | SC Bustelo               |
| 19.09.2010 | FC Tirsense               | 2:0                   | SC Praiense              |
| 19.09.2010 | GD Lagoa                  | 1:0                   | CD Tondela               |
| 19.09.2010 | União de Montemor         | 1:2 n. V.             | SC Espinho               |
| 19.09.2010 | Santa Maria FC            | 2:2 n. V. (4:2 i. E.) | GD Sourense              |
| 19.09.2010 | CD Feirense               | 3:1                   | SG Sacavenense           |
| 19.09.2010 | União Desportiva da Serra | 1:1 n. V. (4:5 i. E.) | SC Farense               |
| 19.09.2010 | UD Sampedrense            | 1:1 n. V. (5:4 i. E.) | Vieira SC                |
| 19.09.2010 | FC Amares                 | 0:1                   | CA Macedo de Cavaleiros  |
| 19.09.2010 | SC São João de Ver        | 1:0                   | CD Candal                |
| 19.09.2010 | SC Coimbrões              | 3:2                   | UD Oliveirense           |
| 19.09.2010 | AD Fafe                   | 2:0                   | SC Melgacense            |
| 19.09.2010 | AD Esposende              | 0:2                   | FC Arouca                |
| 19.09.2010 | Padroense FC              | 2:1 n. V.             | União Sousense           |
| 19.09.2010 | Odivelas FC               | 0:1                   | CD Cinfães               |
| 19.09.2010 | Belenenses Lissabon       | 1:0 n. V.             | AD Lousada               |
| 19.09.2010 | União Madeira             | 2:1 n. V.             | CD Trofense              |
| 19.09.2010 | 1º de Maio Funchal        | 2:2 n. V. (4:5 i. E.) | AC Malveira              |
| 19.09.2010 | SC Santacruzense          | 0:2                   | SCE Bombarralense        |
| 19.09.2010 | CD Fátima                 | 2:1                   | Clube Oriental de Lisboa |
| 19.09.2010 | CD Operário               | 1:0                   | FC Penafiel              |
| 19.09.2010 | CD Portosantense          | 0:1                   | AD Carregado             |
| 19.09.2010 | Merelinense FC            | 3:1                   | GDR Monsanto             |
| 19.09.2010 | CD Ribeira Brava          | 0:1                   | Atlético CP              |
| 19.09.2010 | CD Santa Clara            | 4:0                   | GD de Oliveira de Frades |

## 3. Runde
Zu den 48 qualifizierten Teams aus der 2. Runde kamen die 16 Vereine der Primera Liga hinzu.
| Datum      |                      | Ergebnis              |                         |
| ---------- | -------------------- | --------------------- | ----------------------- |
| 10.10.2010 | SU 1º Dezembro       | 1:2                   | Sporting Braga          |
| 16.10.2010 | FC Porto             | 4:1                   | AD Limianos             |
| 16.10.2010 | União Leiria         | 1:2 n. V.             | União Madeira           |
| 16.10.2010 | Gil Vicente FC       | 1:1 n. V. (2:4 i. E.) | Vitória Setúbal         |
| 16.10.2010 | GD Estoril Praia     | 1:2                   | Sporting Lissabon       |
| 16.10.2010 | Rio Ave FC           | 4:1                   | Estrela Vendas Novas    |
| 16.10.2010 | Benfica Lissabon     | 5:1                   | FC Arouca               |
| 17.10.2010 | Mondinense FC        | 2:1 n. V.             | SC Coimbrões            |
| 17.10.2010 | Anadia FC            | 1:2                   | CD Feirense             |
| 17.10.2010 | Sertanense FC        | 0:0 n. V. (1:4 i. E.) | SC Olhanense            |
| 17.10.2010 | Juventude Évora      | 1:0                   | CD Santa Clara          |
| 17.10.2010 | CD Operário          | 0:2                   | Moreirense FC           |
| 17.10.2010 | GD Tourizense        | 2:1 n. V.             | Aliados FC Lordelo      |
| 17.10.2010 | Atlético CP          | 3:1                   | CA Macedo de Cavaleiros |
| 17.10.2010 | Santa Maria FC       | 1:0 n. V.             | SC Penalva Castelo      |
| 17.10.2010 | SC Espinho           | 4:1                   | AD Pontassolense        |
| 17.10.2010 | FC Tirsense          | 5:1                   | UD Sampedrense          |
| 17.10.2010 | FC Cesarense         | 1:2 n. V.             | Académica de Coimbra    |
| 17.10.2010 | Portimonense SC      | 2:0                   | CD Cinfães              |
| 17.10.2010 | FC Paços de Ferreira | 3:1                   | SC São João de Ver      |
| 17.10.2010 | Naval 1º de Maio     | 0:2                   | Marítimo Funchal        |
| 17.10.2010 | CD Pinhalnovense     | 3:0                   | AD Fafe                 |
| 17.10.2010 | SC Mirandela         | 1:1 n. V. (2:4 i. E.) | SC Beira-Mar            |
| 17.10.2010 | GD Ribeirão          | 2:0                   | Belenenses Lissabon     |
| 17.10.2010 | SCE Bombarralense    | 0-:- 1                | Louletano DC            |
| 17.10.2010 | AD Carregado         | 0:0 n. V. (3:2 i. E.) | CD Fátima               |
| 17.10.2010 | GD Lagoa             | 0:0 n. V. (4:5 i. E.) | SC União Torreense      |
| 23.12.2010 | Merelinense FC       | 2:1                   | SC Farense              |
| 05.09.2010 | Vitória Guimarães    | 4:0                   | AC Malveira             |
| 05.09.2010 | Nacional Funchal     | 4:2                   | Padroense FC            |
| 05.09.2010 | Leixões SC           | 3:2                   | CD Mafra                |
| 05.09.2010 | Varzim SC            | 0:0 n. V. (4:2 i. E.) | Gondomar SC             |

## 4. Runde
| Datum      |                   | Ergebnis              |                      |
| ---------- | ----------------- | --------------------- | -------------------- |
| 21.11.2010 | Moreirense FC     | 0:1                   | FC Porto             |
| 21.11.2010 | Atlético CP       | 2:2 n. V. (6:5 i. E.) | GD Tourizense        |
| 21.11.2010 | Merelinense FC    | 2:0                   | AD Carregado         |
| 21.11.2010 | CD Pinhalnovense  | 2:0                   | FC Tirsense          |
| 21.11.2010 | Mondinense FC     | 1:2 n. V.             | SC União Torreense   |
| 21.11.2010 | SC Espinho        | 1:2                   | Leixões SC           |
| 21.11.2010 | Portimonense SC   | 1:2                   | Vitória Guimarães    |
| 21.11.2010 | SC Beira-Mar      | 0:2                   | Académica de Coimbra |
| 21.11.2010 | SC Olhanense      | 1:0                   | Nacional Funchal     |
| 21.11.2010 | Juventude Évora   | 3:0                   | Santa Maria FC       |
| 21.11.2010 | SCE Bombarralense | 00:3 2                | União Madeira        |
| 21.11.2010 | Rio Ave FC        | 3:0                   | CD Feirense          |
| 21.11.2010 | Marítimo Funchal  | 1:2                   | Vitória Setúbal      |
| 21.11.2010 | Sporting Lissabon | 1:0                   | FC Paços de Ferreira |
| 12.12.2010 | Benfica Lissabon  | 2:0                   | Sporting Braga       |
| 05.01.2011 | Varzim SC         | 4:3 n. V.             | GD Ribeirão          |

## Achtelfinale
| Datum      |                      | Ergebnis              |                    |
| ---------- | -------------------- | --------------------- | ------------------ |
| 11.12.2010 | FC Porto             | 4:0                   | Juventude Évora    |
| 11.12.2010 | Vitória Setúbal      | 2:1                   | Sporting Lissabon  |
| 12.12.2010 | Rio Ave FC           | 4:1                   | Atlético CP        |
| 12.12.2010 | Leixões SC           | 1:1 n. V. (4:5 i. E.) | CD Pinhalnovense   |
| 12.12.2010 | Vitória Guimarães    | 2:0                   | SC União Torreense |
| 12.01.2011 | Académica de Coimbra | 3:1                   | União Madeira      |
| 12.01.2011 | Benfica Lissabon     | 5:0                   | SC Olhanense       |
| 12.01.2011 | Varzim SC            | 1:2                   | Merelinense FC     |

## Viertelfinale
| Datum      |                      | Ergebnis |                   |
| ---------- | -------------------- | -------- | ----------------- |
| 12.01.2011 | FC Porto             | 2:0      | CD Pinhalnovense  |
| 26.01.2011 | Rio Ave FC           | 0:2      | Benfica Lissabon  |
| 27.01.2011 | Merelinense FC       | 0:2      | Vitória Guimarães |
| 28.01.2011 | Académica de Coimbra | 3:2      | Vitória Setúbal   |

## Halbfinale
| Datum                   |                   | Gesamt    |                      | Hinspiel | Rückspiel |
| ----------------------- | ----------------- | --------- | -------------------- | -------- | --------- |
| 02.02.2011 / 20.04.2011 | FC Porto          | (a)2:2(a) | Benfica Lissabon     | 0:2      | 3:1       |
| 03.02.2011 / 27.03.2011 | Vitória Guimarães | 1:0       | Académica de Coimbra | 1:0      | 0:0       |

## Finale
| Paarung           | Vitória Guimarães – FC Porto |
| Ergebnis          | 2:6 (2:5) |
| Datum             | 22. Mai 2011 um 17:00 Uhr |
| Stadion           | Estádio Nacional, Oeiras |
| Zuschauer         | 35.000 |
| Schiedsrichter    | João Ferreira |
| Tore              | 0:1 James Rodríguez (2.) 1:1 Álvaro Pereira (20 Eigentor.) 1:2 Silvestre Varela (21.) 2:2 Edgar Silva (23.) 2:3 Rolando (35.) 2:4 Hulk (43.) 2:5 James Rodríguez (45.+2') 2:6 James Rodríguez (73.)                                                           |
| Vitória Guimarães | Nilson – Leandro Freire, João Paulo, Alex , Anderson Santos – Renan Teixeira (46. João Alves), Cléber (56. Jorge Ribeiro), Rui Miguel – Tiago Targino (58. Marcelo Toscano), Faouzi Abdelghani, Edgar Silva Cheftrainer: Manuel Machado                       |
| FC Porto          | Beto – Cristian Săpunaru, Maicon, Rolando Fonseca, Álvaro Pereira – Fernando Reges (46. Fredy Guarín), Fernando Belluschi (63. Josef de Souza), João Moutinho, James Rodríguez – Silvestre Varela (76. Mariano González), Hulk Cheftrainer: André Villas-Boas |
| Gelbe Karten      | keine – Hulk, Fernando Reges, Josef de Souza |